# Susanne Blakeslee
Susanne Blakeslee, née le 27 janvier 1956 à Los Angeles en Californie, est une actrice et chanteuse américaine.

## Filmographie

### Cinéma
- 2001 : Mickey, le club des méchants : Cruella d'Enfer
- 2002 : Cendrillon 2 : La Marâtre
- 2003 : Les 101 Dalmatiens 2 : Cruella d'Enfer
- 2003 : Jimmy Neutron's Nicktoon Blast : Wanda
- 2004 : Le Château ambulant : voix additionnelles
- 2005 : Once Upon a Halloween : la Reine-sorcière
- 2006 : Les Contes de Terremer : voix additionnelles
- 2007 : Le Sortilège de Cendrillon : Lady Tremaine |La Marâtre
- 2007 : Shrek le troisième : la Reine-sorcière
- 2007 : Disney Princess Enchanted Tales: Follow Your Dreams : la narratrice
- 2010 : Raiponce : voix additionnelles
- 2012 : Ernest et Célestine : voix additionnelles

### Télévision
- 1995 : Sauvés par le gong : La Nouvelle Classe : une femme (1 épisode)
- 1996 : The Home Court : Tricia
- 1997 : Caroline in the City : la femme qui chante (1 épisode)
- 1997 : Vampire Princess Miyu : Ja-Ka et Michiko (2 épisodes)
- 1997 : Channel Umptee-3
- 1997-2001 : Les Castors allumés : plusieurs personnages (3 épisodes)
- 1998 : Cléo et Chico : Loulabelle, l'ours polaire et la mère de Den (2 épisodes)
- 1998 : Monsieur Belette : Loulabelle et l'ours polaire (4 épisodes)
- 1998 : Frasier : l'invitée (1 épisode)
- 1998 : Superman : l'enseignante
- 1998 : Oh Yeah! Cartoons : Wanda, Okra et Mme Turner (3 épisodes)
- 2001 : La Légende de Tarzan : Kala (6 épisodes)
- 2001-2002 : Disney's tous en boîte : Cruella d'Enfer (8 épisodes)
- 2001-2013 : Mes parrains sont magiques : Wanda, Mme Turner et autres personnages (103 épisodes)
- 2004 : Les Supers Nanas : voix additionnelles (1 épisode)
- 2004 : It's All Relative : une habitante (1 épisode)
- 2004 : Quoi d'neuf Scooby-Doo ? : Penelope Bailey (1 épisode)
- 2004 : The Jimmy Timmy Power Hour : Wanda
- 2004 : Vil Con Carne (Evil Con Carne) : la mère d'Hector (1 épisode)
- 2005 : Ned ou Comment survivre aux études : Wanda (1 épisode)
- 2005 : Billy et Mandy, aventuriers de l'au-delà
- 2005-2007 : American Dragon: Jake Long : Principale Derceto (5 épisodes)
- 2006 : The Jimmy Timmy Power Hour 2: When Nerds Collide : Wanda et Anti-Wanda
- 2006 : Danny Fantôme : Dora Mattingly (1 épisode)
- 2006 : Totally Spies! : Tammy (1 épisode)
- 2006 : Brandy et M. Moustache : le rongeur (1 épisode)
- 2006 : Fairy Idol : Wanda, Mme Turner et la sorcière
- 2006 : The Jimmy Timmy Hour 3: The Jerkinators! : Wanda
- 2007 : The Replacements : Maîtresse Serena (2 épisodes)
- 2007 : Scrubs : Gayle (1 épisode)
- 2008-2010 : The Secret Saturdays : Rani Nagi et Dr Miranda Grey (8 épisodes)
- 2008-2011 : Phinéas et Ferb : voix additionnelles (2 épisodes)
- 2009 : Chowder : la sorcière, Abigail et la torture (1 épisode)
- 2010 : Les Pingouins de Madagascar : l'enseignante (1 épisode)
- 2010-2011 : Kick Kasskoo (Kick Buttowski: Suburban Daredevil) : la bibliothécaire (2 épisodes)
- 2011 : Mes parrains sont magiques, le film : Grandis Timmy : Wanda
- 2011 : Winx Club : Griselda (4 épisodes)
- 2011-2013 : Green Lantern : Sayd (6 épisodes)
- 2013 : Kung Fu Panda : L'Incroyable Légende : Mei Ling (1 épisode)
- 2013 : Big Time Rush : Wanda (1 épisode)
- 2017-2019: La Bande à Picsou : Miss Frappe

### Jeu vidéo
- 1999 : Lands of Lore 3 : Jadin et Rosalinda
- 1999 : Tarzan : Kala
- 2000 : Nox : plusieurs personnages
- 2000 : Sword of the Berserk : la femme de Dunteth
- 2000 : Les 102 Dalmatiens à la rescousse ! : Cruella d'Enfer
- 2001 : Tarzan Untamed : Kala
- 2002 : Kingdom Hearts : Maléfique
- 2002 : Summoner 2 : Bashra, Perduellion et Nepanthies
- 2002 : La Planète au trésor : La Bataille de Procyon : Amirale Amélia
- 2003 : Freelancer
- 2003 : Arc the Lad: Twilight of the Spirits : Selkis
- 2003 : Extreme Skate Adventure
- 2003 : Nickelodeon Toon Twister 3D : Wanda
- 2004 : Nicktoon's Movin' Eye Toy : Wanda
- 2004 : The Fairly Odd Parents: Shadow Showdown : Wanda
- 2004 : L'Étrange Noël de monsieur Jack : La Revanche d'Oogie : la sorcière
- 2004 : EverQuest II : plusieurs personnages
- 2004 : Fairly Odd Parents: Breakin da Rules : Wanda
- 2005 : God of War : l'Oracle d'Athènes
- 2005 : Destroy All Humans! : les fous dans la rue
- 2005 : Scooby-Doo! Unmasked : Dame Nella
- 2005 : Evil Dead: Regeneration
- 2005 : Spyro: A Hero's Tail : Inneptune, Nanny Shoutfire et mère Tortue
- 2005 : Kingdom Hearts 2 : Maléfique et l'ordinateur de la Cité du Crépuscule
- 2005 : Bob l'éponge et ses amis : Un pour tous, tous pour un ! (Nicktoons Unite) : Wanda
- 2006 : Titan Quest
- 2006 : Destroy All Humans! 2 : les russes et les japonaises
- 2007 : Titan Quest: Immortal Throne
- 2007 : BioShock : Julie Langford et Mlle Smith
- 2007 : Nicktoons: Attack of the Toybots : Wanda
- 2007 : À la croisée des mondes : La Boussole d'or : Mme Lonsdale
- 2007 : Shrek le troisième : la Reine-sorcière
- 2008 : Kung Fu Panda : Reine Crocodile et une des sœurs Wu
- 2008 : The Rise of Argonauts
- 2008 : Destroy All Humans! En route vers Paname !
- 2009 : Coraline
- 2009 : Avatar : Amanti
- 2010 : Kingdom Hearts: Birth by Sleep : Maléfique et Mlle Tremaine
- 2010 : BioShock 2 : Lady Smith
- 2010 : God of War III : Gaia
- 2010 : Mafia 2
- 2010 : Spider-Man : Shattered Dimensions : Mme Web
- 2010 : Final Fantasy XIV
- 2010 : Kingdom Hearts: Re:Coded : Maléfique
- 2010 : Epic Mickey : Mme Leota
- 2011 : Shadows of the Damned : Gim Shisatsu
- 2011 : Kinect Disneyland Adventures : Mme Leota
- 2012 : Kingdoms of Amalur: Reckoning
- 2012 : Kingdom Hearts 3D: Dream Drop Distance : Maléfique
- 2012 : Diablo 3 : Maghda
- 2013 : God of War: Ascension : l'Oracle
- 2013 : The Bureau: XCOM Declassified